# Зелёные цепочки
«Зелёные цепочки» — советский художественный фильм, поставленный на киностудии «Ленфильм» в 1970 году режиссёром Г. Л. Ароновым по повестям Г. И. Матвеева «Зелёные цепочки» и «Тайная схватка».
Премьера фильма в СССР состоялась 30 декабря 1970 года.

## Сюжет
В сентябре 1941 года двое ленинградских мальчишек Мишка и Стёпка, возвращаясь из пионерлагеря в Ленинград, случайно знакомятся в группе беженцев с одноруким «фронтовиком» — дядей Петей — и помогают ему нести его тяжёлый чемодан. В суматохе, возникшей на дороге от внезапно начавшейся бомбардировки, попутчик теряется и отстаёт от ребят. Чемодан же, в котором по словам «фронтовика», находятся музейные минералы, остаётся у мальчишек.
Уже в осаждённом городе Миша, Стёпка и их приятель Васька решают открыть чемодан. Найдя внутри вместо минералов сигнальный пистолет (ракетницу) с большим количеством сигнальных ракет (патронов) и, баловства ради, выстрелив из неё, они оказываются в поле зрения сотрудников советской контрразведки. Во время беседы в штабе ребята узнают, что подобные ракеты (название фильма «Зелёные цепочки» описывает условный сигнал из пяти зелёных ракет) используются для наведения немецких бомбардировщиков на цели в городе. После разговора мальчишки решают самостоятельно найти и выследить «фронтовика дядю Петю». Вопреки воле взрослых участвуя в мероприятиях по выявлению шпионской сети, ребята, рискуя жизнью, помогают майору контрразведки выйти на след  диверсантов, наводящих самолёты на оборонные объекты города и устраивающих взрывы на продовольственных предприятиях Ленинграда (в результате такого взрыва на хлебозаводе погибает мама одного из героев фильма).
Под руководством опытного чекиста Буракова ленинградские мальчишки участвуют и в обезвреживании немецкого резидента Пауля Рихтера, орудующего в облике «однорукого дяди Пети».

## В ролях
- Саша Григорьев — Мишка Алексеев
- Игорь Урумбеков — Васька Кожух
- Владимир Лелётко — Стёпка Панфилов, ленинградский мальчишка, пишущий стихи
- Павел Луспекаев — Иван Васильевич, майор НКВД СССР[1] на Литейном
- Олег Белов — Алексей Иванович Бураков
- Александр Михайлов — однорукий «дядя Петя», немецкий шпион Пауль Рихтер
- Фёдор Одиноков — шофёр грузовика Семён Семёнов, пособник шпионов
- Андрей Крупенин — Шурка-«Крендель», Александр Калачёв
- Аристарх Ливанов — Жорка-«Брюнет»
- Александр Липов — Валерий Каплунов

## Съёмочная группа
- Автор сценария — Феликс Миронер
- Режиссёр-постановщик — Григорий Аронов
- Главный оператор — Николай Жилин
- Главный художник — Михаил Иванов
- Художник по костюмам - Валентина Жук